# Meininger Theater

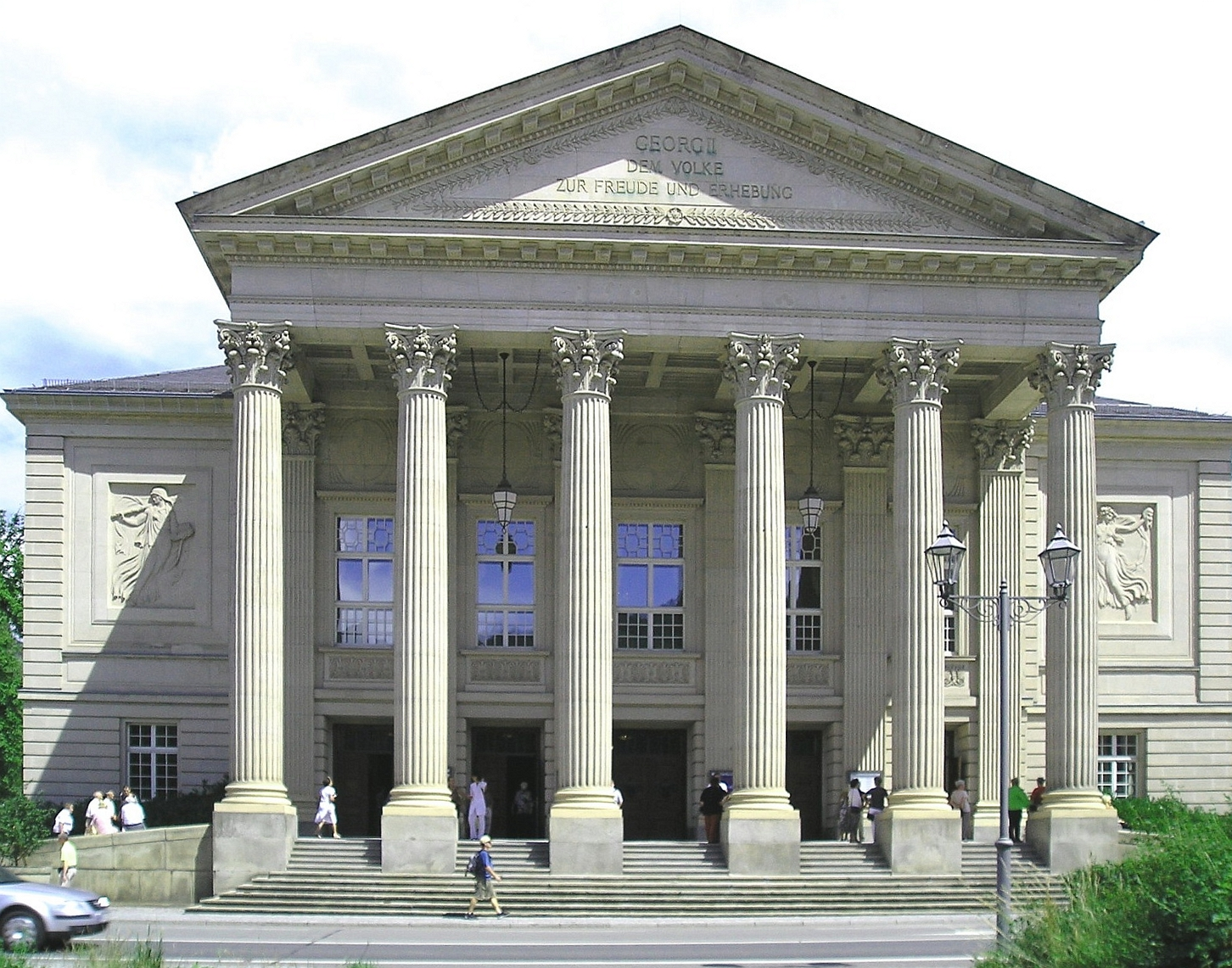
Het Meininger Theater

Het Meininger Theater is een theater in het Thüringse stad Meiningen.
Het biedt een programma aan met opera, operette, musical, drama, concerten en poppentheater. Het aanbod wordt aangevuld met ballet en jongerentheater.
In april 2017 werd Das Meininger Theater omgedoopt tot Das Meininger Staatstheater.